# Поланген (миноносец)
«Поланген» — один из 25 миноносцев типа «Пернов», построенных для Российского императорского флота.

## История корабля
17 февраля 1894 года зачислен в списки судов Балтийского флота, в июле 1893 года заложен на судоверфи завода В. Крейтон и Ко в Або, спущен на воду 19 июня 1895 года, вступил в строй в ноябре 1895 года.
В 1897 году командиром миноносца был назначен будущий контр-адмирал Михаил Владимирович Бубнов, однако командовал он кораблём не долго, уже к началу Боксёрского восстания он был капитаном миноносца «Скат» (впоследствии «Беспощадный»).
Прошёл капитальный ремонт корпуса и механизмов в 1909—1910 годах. 2 марта 1916 года был переклассифицирован в посыльное судно. В период Первой мировой войны использовался для посыльной службы при отряде Або-Аландской шхерной позиции. 7 ноября 1917 года вошёл в состав Красного Балтийского флота. 9 апреля 1918 года был захвачен в Або германскими войсками и передан вооружённым формированиям Финляндии. В 1922 году подлежал возврату РСФСР, но как окончательно устаревший был продан Финляндии на металлолом.